# Мизъри (филм)
Вижте пояснителната страница за други значения на Мизъри.
„Мизъри“ (на английски: Misery) е американски филм от 1990 г., базиран на едноименния роман на Стивън Кинг.

## Актьорски състав
| Актьор              | Роля         |
| ------------------- | ------------ |
| Джеймс Каан         | Пол Шелдън   |
| Кати Бейтс          | Ани Уилкс    |
| Ричард Фарнсуърт    | Бъстър       |
| Франсис Стърнхейгън | Вирджиния    |
| Лорън Бекол         | Марша Синдел |

## Награди и номинации
| Награда                              | Категория                           | Номиниран(и)         | Резултат  |
| ------------------------------------ | ----------------------------------- | -------------------- | --------- |
| Награди на филмовата академия на САЩ | Най-добра женска роля               | Кати Бейтс           | награда   |
| Златен глобус                        | Най-добра актриса в драма           | Кати Бейтс           | награда   |
| Сатурн                               | Най-добър хорър филм                | Най-добър хорър филм | номинация |
| Сатурн                               | Най-добър сценарий                  | Уилям Голдман        | номинация |
| Сатурн                               | Най-добър актьор                    | Джеймс Каан          | номинация |
| Сатурн                               | Най-добра актриса                   | Кати Бейтс           | номинация |
| Сатурн                               | Най-добра актриса в поддържаща роля | Франсис Стернхаген   | номинация |